# What You’re Made of
What You’re Made of – debiutancki singel brytyjskiej piosenkarki Lucie Silvas. Artystka oprócz głównej wersji utworu nagrała także wersję francuską, zatytułowaną Même si, w duecie z Grégorym Lemarchal oraz wersję w duecie z Antonio Orozco.

## singel CD i jego formaty
Singel CD - wydanie pierwsze
1. "What You’re Made of" (Album Version) – 4:12
2. "What You’re Made of" (Acoustic Version) – 4:03

Singel CD - wydanie drugie
1. "What You’re Made of" - 4:12
2. "Love You This Much" - 3:43
3. "Build Your World Around"
4. What ever you're made of (wideo)

## Pozycje na listach przebojów

### Wersja ogólnoświatowa
| Lista (2004/2005)         | Pozycja |
| ------------------------- | ------- |
| Brytyjska Singles Chart   | 7       |
| Austriacka Singles Chart  | 22      |
| Szwajcarska Singles Chart | 46      |
| Szwedzka Singles Chart    | 21      |

### Wersja francuska
| Lista (2006)              | Pozycja |
| ------------------------- | ------- |
| Francuska Singles Chart   | 2       |
| Szwajcarska Singles Chart | 26      |